# Dust
Dust je sedmé studiové album americké skupiny Screaming Trees. Vydáno bylo 25. června roku 1996 společností Epic Records a jeho producentem byl George Drakoulias. Kromě členů kapely se na nahrávce podíleli například Mike McCready a Benmont Tench. Jde o poslední desku kapely, která vyšla v době její existence. Album se umístilo na 134. příčce hitparády Billboard 200.

## Seznam skladeb
| Pořadí | Název            | Délka |
| ------ | ---------------- | ----- |
| 1.     | Halo of Ashes    | 4:04  |
| 2.     | All I Know       | 3:55  |
| 3.     | Look at You      | 4:42  |
| 4.     | Dying Days       | 4:51  |
| 5.     | Make My Mind     | 4:11  |
| 6.     | Sworn and Broken | 3:34  |
| 7.     | Witness          | 3:39  |
| 8.     | Traveler         | 5:22  |
| 9.     | Dime Western     | 3:39  |
| 10.    | Gospel Plow      | 6:17  |

## Obsazení
Screaming Trees
- Mark Lanegan – zpěv, kytara
- Gary Lee Conner – kytara, doprovodné vokály, sitár
- Van Conner – baskytara, doprovodné vokály, kytara
- Barrett Martin – perkuse, violoncello, bicí, konga, harmonium, tabla, djembe

Ostatní
- George Drakoulias – perkuse
- Chris Goss – doprovodné vokály
- Brian Jenkins – doprovodné vokály
- Mike McCready – kytara
- Jeff Nolan – kytara
- Benmont Tench – varhany, elektrické piano, mellotron, klavír
- 21st Street Singers – doprovodné vokály